# 7550 Woolum
7550 Woolum este un asteroid din centura principală, descoperit pe 1 martie 1981, de Schelte Bus.